# П'ятничанка
П'ятничанка — річка в Україні, у Вінницькому районі Вінницької області, права притока Південного Бугу (басейн Чорного моря).

## Опис
Довжина річки 7 км., площа басейну - 19,8 км². Формується з багатьох безіменних струмків та водойм.

## Розташування
Бере початок на півдні від Переорки на окраїні урочища Стрижавська Дача. Тече переважно на південний схід і у північно західній частині Вінниці впадає у річку Південний Буг за 583 км. від його гирла.

## Екологічні проблеми
Рівень забруднюючих речовин у воді річки перевищує ГДК: завислі речовини (ГДК - 20 мг/л, фактично 22,6); амоній сольовий (ГДК - 0,5 мг/л, фактично 0,85); БСК5 (ГДК - 3 мг/л, фактично - 4,92) (Дані за 2011 рік). У межах міста не дотримується режим водоохоронної зони, зокрема майже до урізу води підходять паркани приватних будинків.

## Цікаві факти
- Річка отримала свою назву від колишнього села П'ятничани (Петничаны[1] (рос.), де нині північно-західна частина Вінниці.
- На правому березі річки розміщений П'ятничанський замок.